# Église Sant'Anselmo all'Aventino
La basilique Saint-Anselme-sur-l'Aventin (en italien : Sant-Anselmo all' Aventino) est située à Rome, sur l'Aventin, sur la place des Chevaliers de Malte. Avec le monastère adjacent, elle forme la basilique primatiale de l'ordre de Saint-Benoît (les Bénédictins).

## Histoire et description
L'église est de construction récente puisqu'elle a été construite  de 1892 à 1896, sur un terrain offert par l'ordre de Malte aux Bénédictins. Elle est devenue, avec le monastère et l'Athénée Saint Anselme, le  principal foyer bénédictin de Rome.
L'église est de style paléochrétienne et s'inspire des premières basiliques romaines. L'intérieur compte trois nefs, divisées par des colonnes de granit. L'abside est décorée d'une mosaïque de style byzantin. Il y a une immense crypte avec cinq nefs. L'église est construite sur les vestiges d'une maison romaine du IIe-IIIe siècle (visible au sous-sol de l'église) ; à partir de cette domus provient une mosaïque, conservée dans le monastère, représentant le mythe d'Orphée.
L'église est connue des romains, pour les chants grégoriens offerts par les moines pendant les célébrations de la liturgie du dimanche. En outre, depuis 1962, elle est le point de départ de la procession pénitentielle présidée par le pape le mercredi des Cendres, qui se termine à la basilique Sainte-Sabine, où est célébrée la première station de la messe de Carême.
À côté de l'église se trouve le siège de l'Athénée pontifical Saint-Anselme et de l'Institut pontifical liturgique.

## Galerie

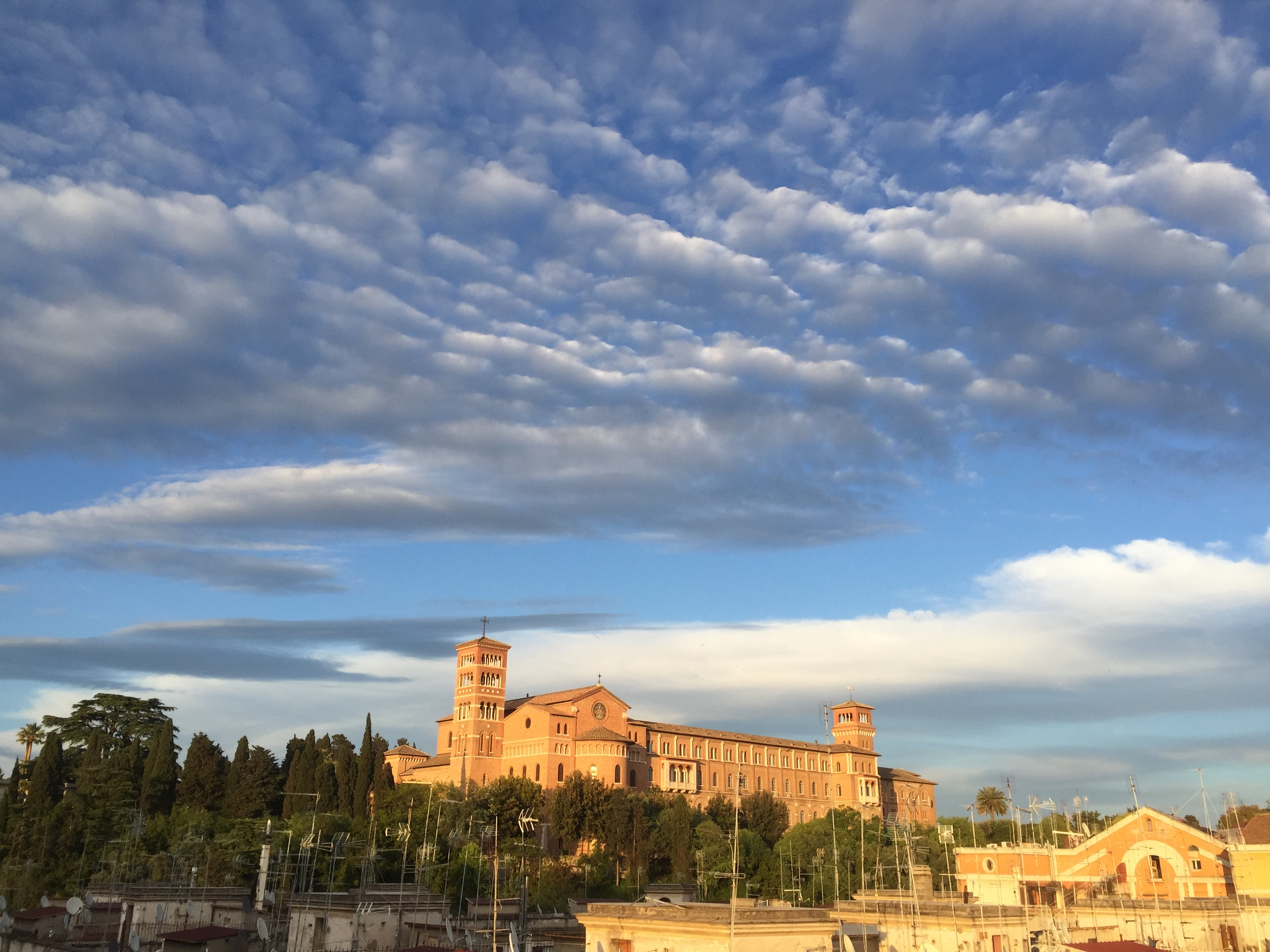
Vue d'ensemble.
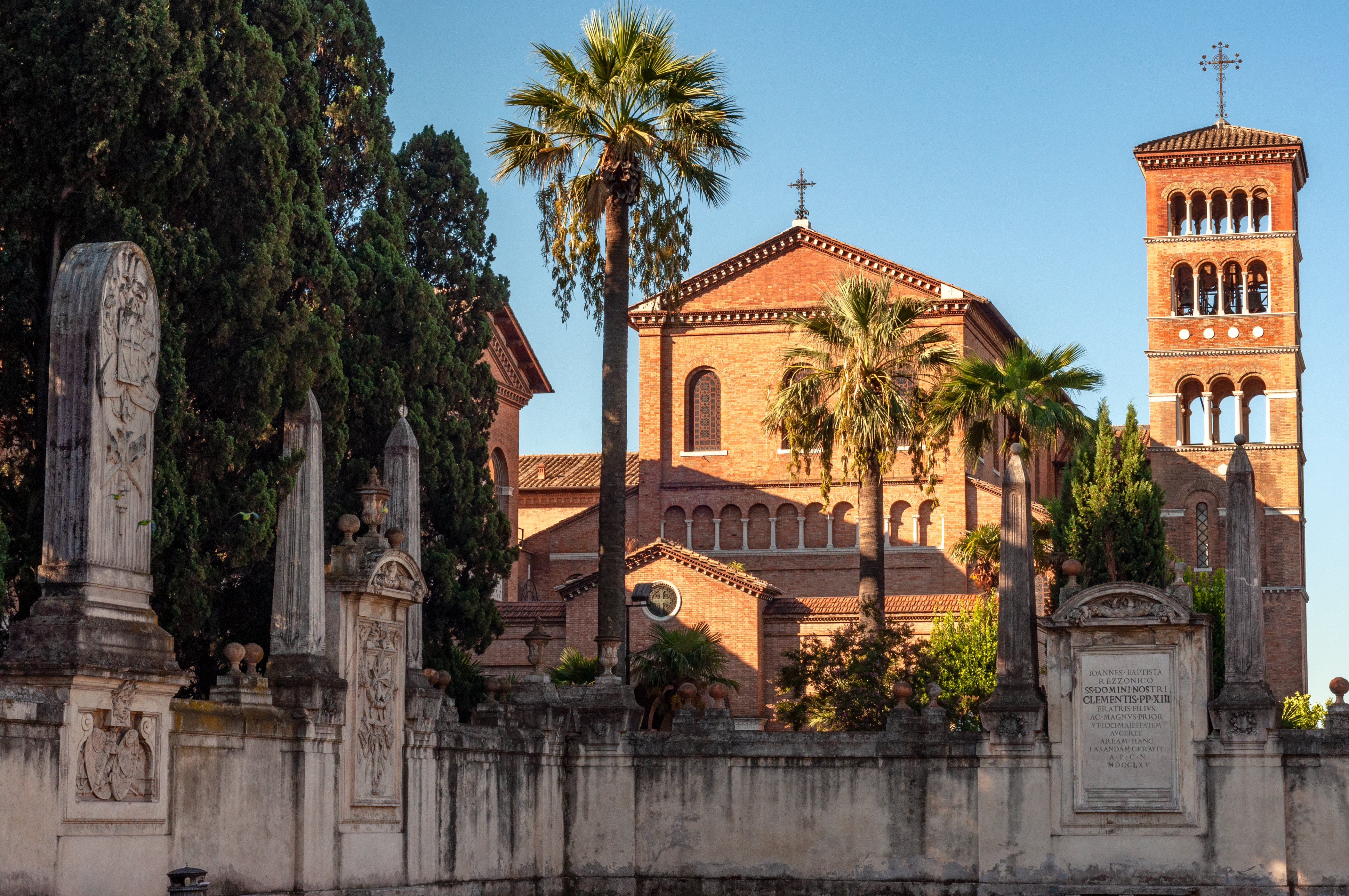
L'église vue de la place des Chevaliers de Malte, Rome.
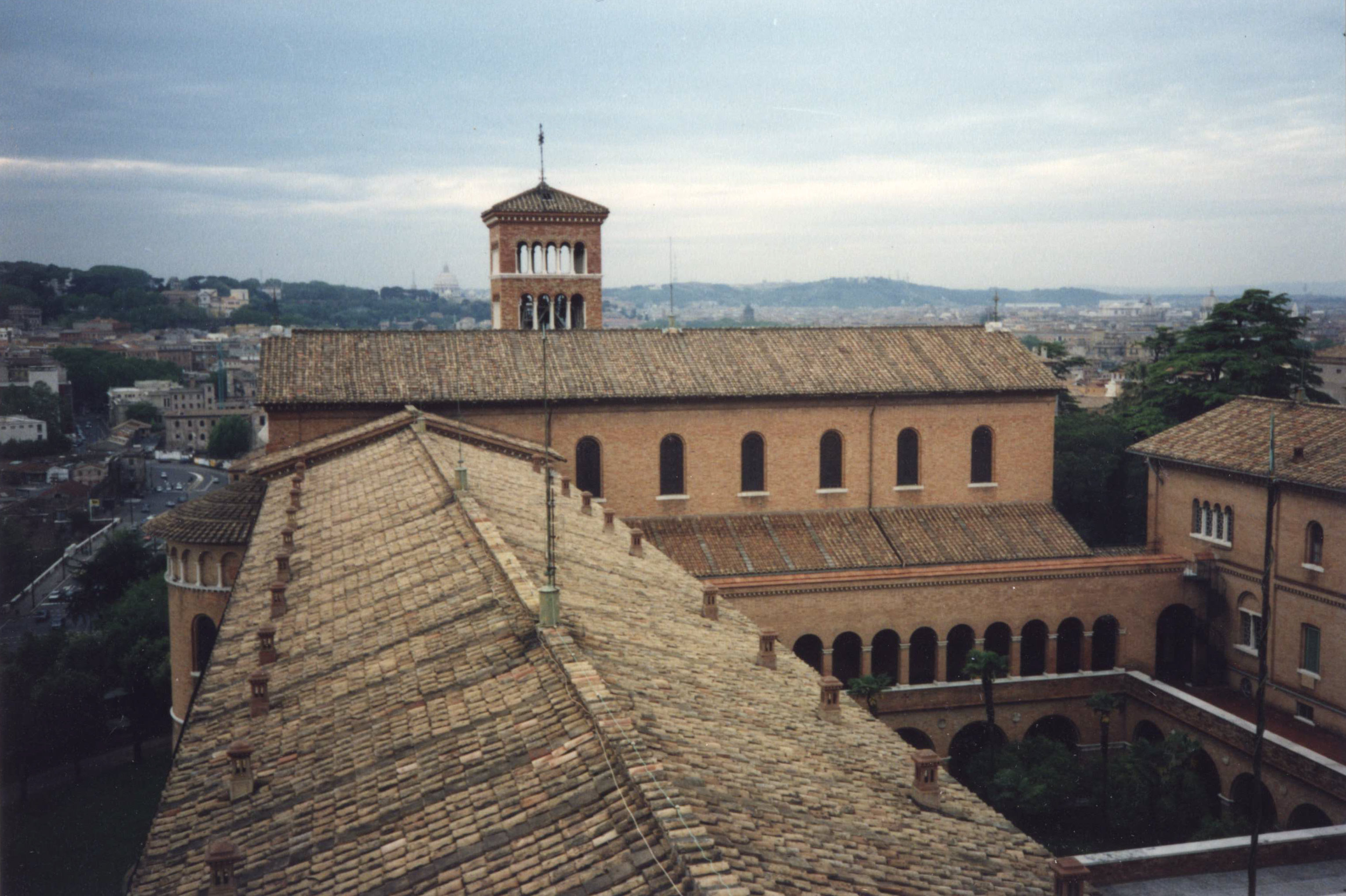
Monastère Sant'Anselmo.
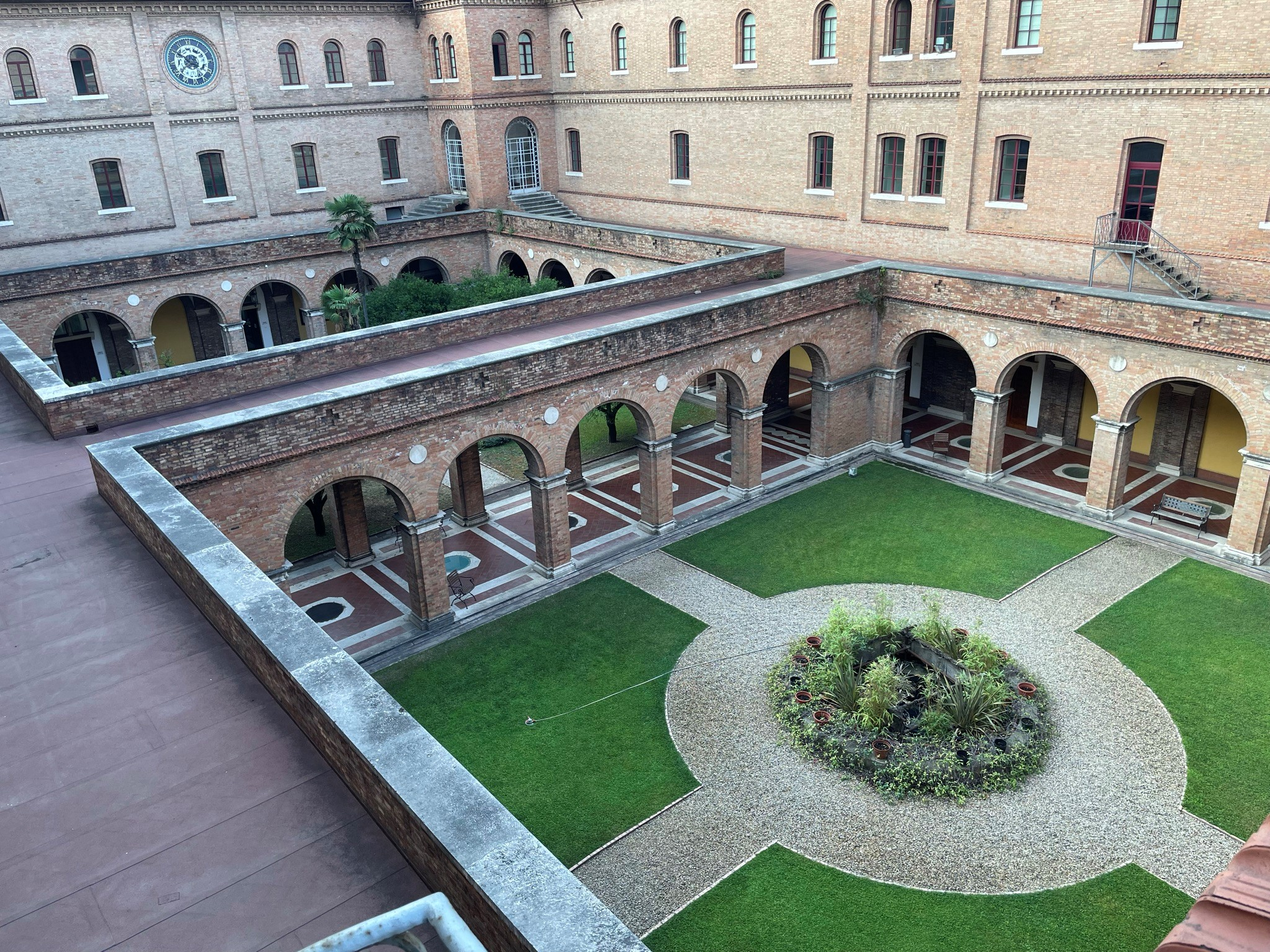
Intérieur du monastère.
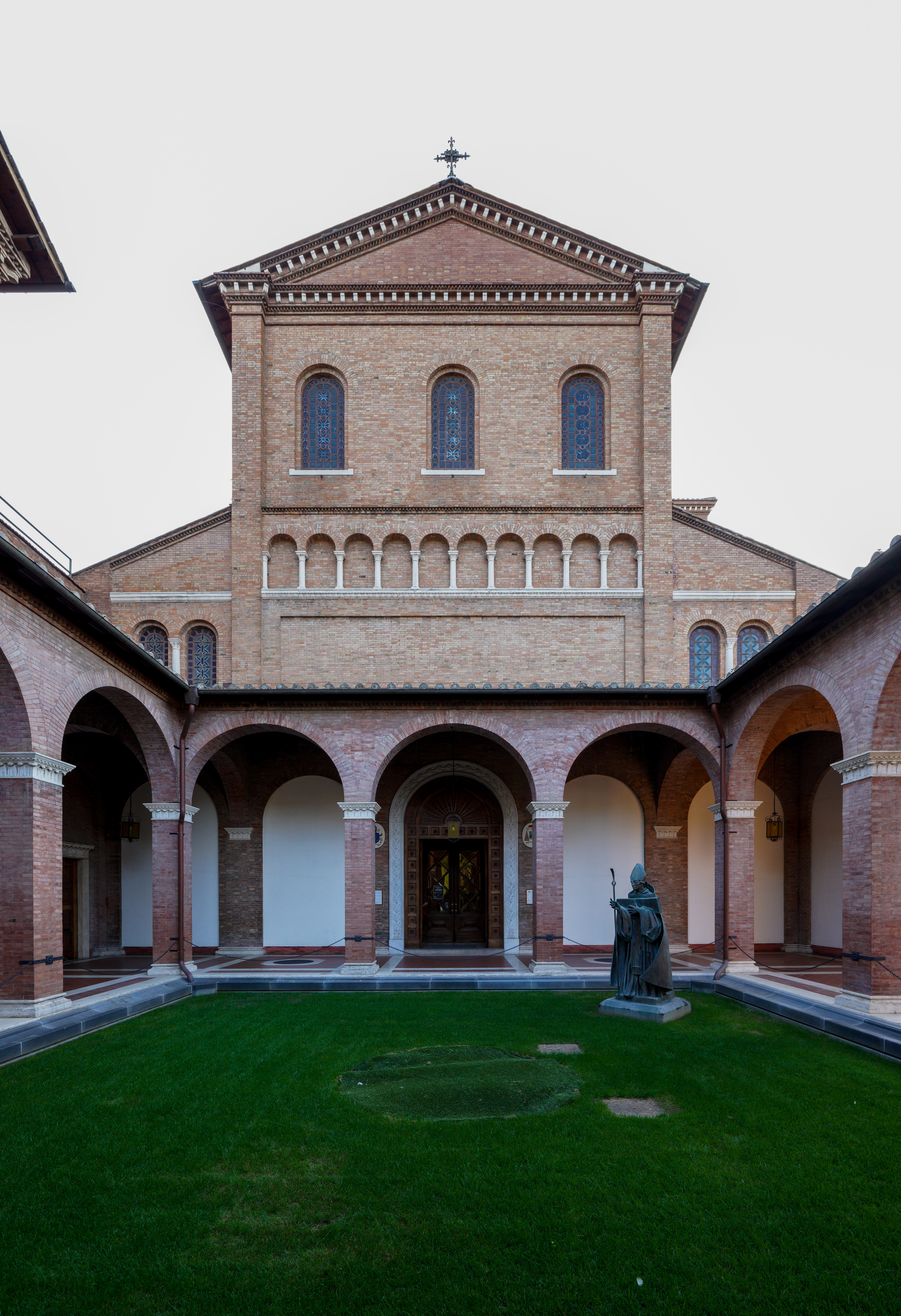
L'église côté cloître.
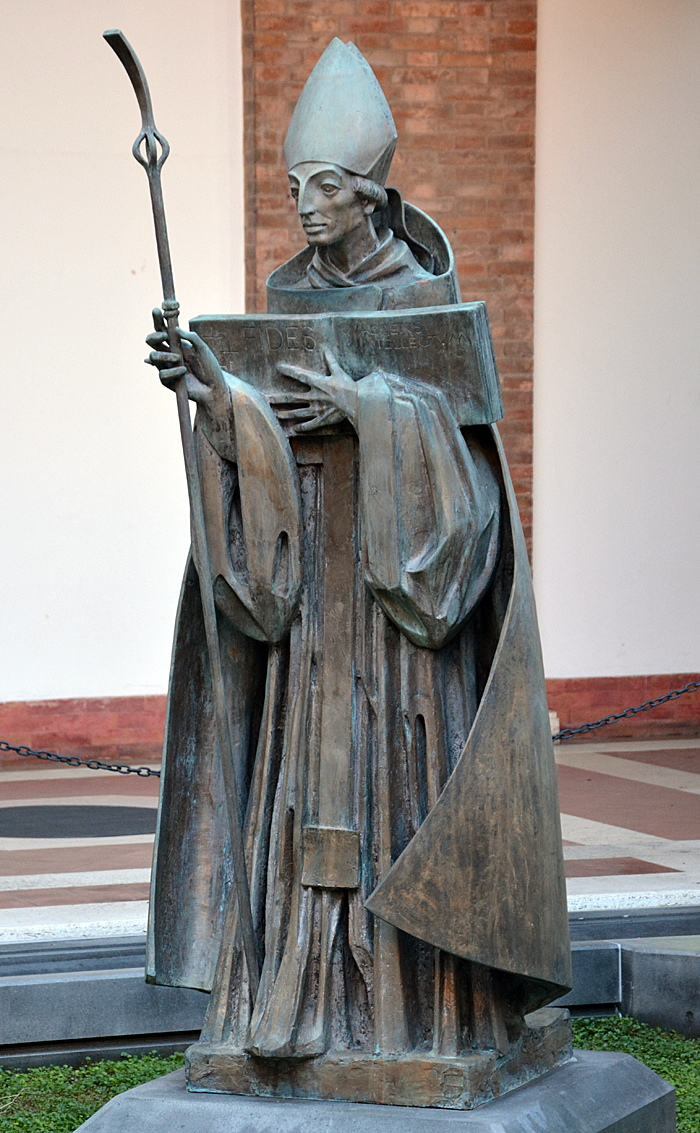
Statue de saint Anselme.
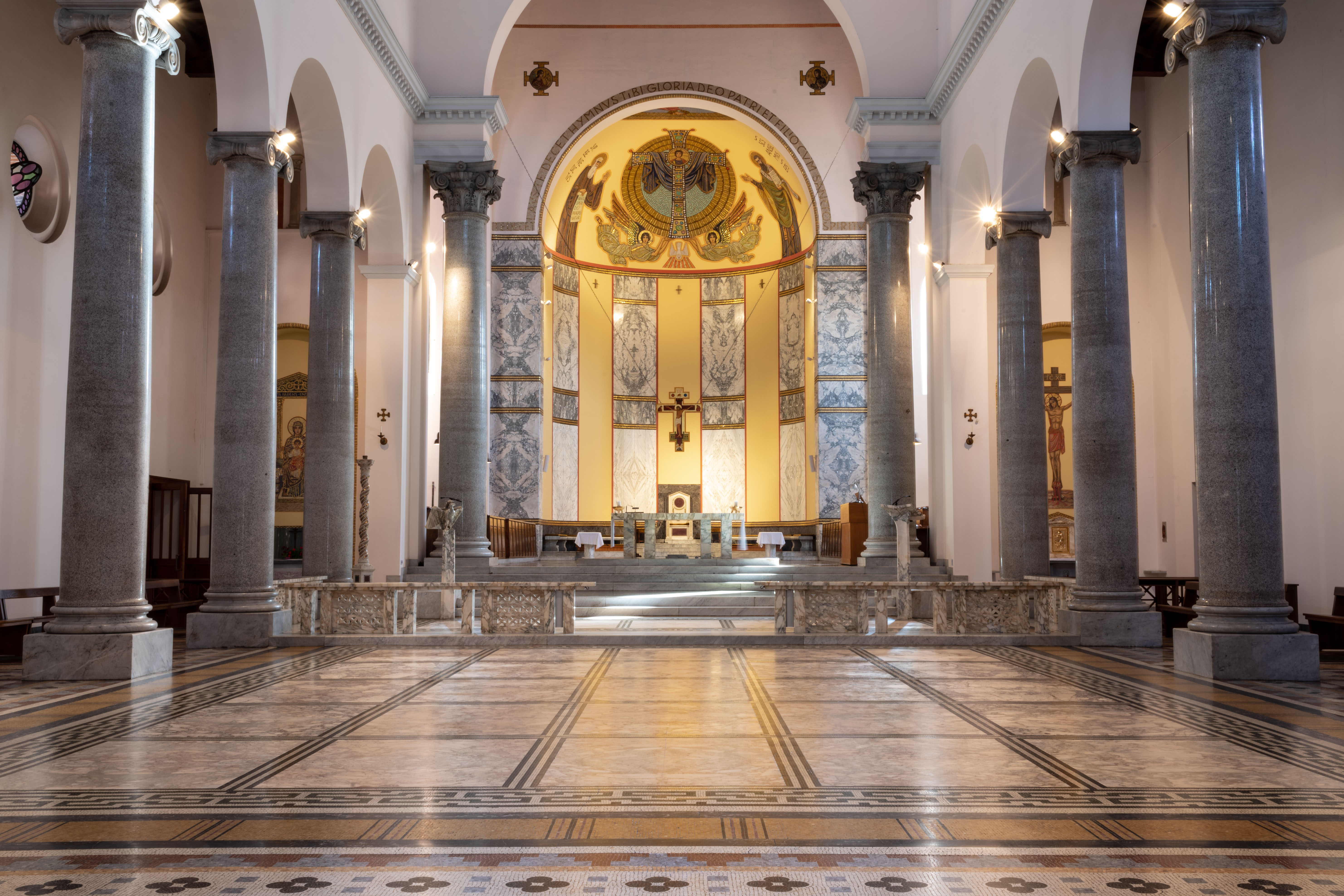
La nef en direction du chœur
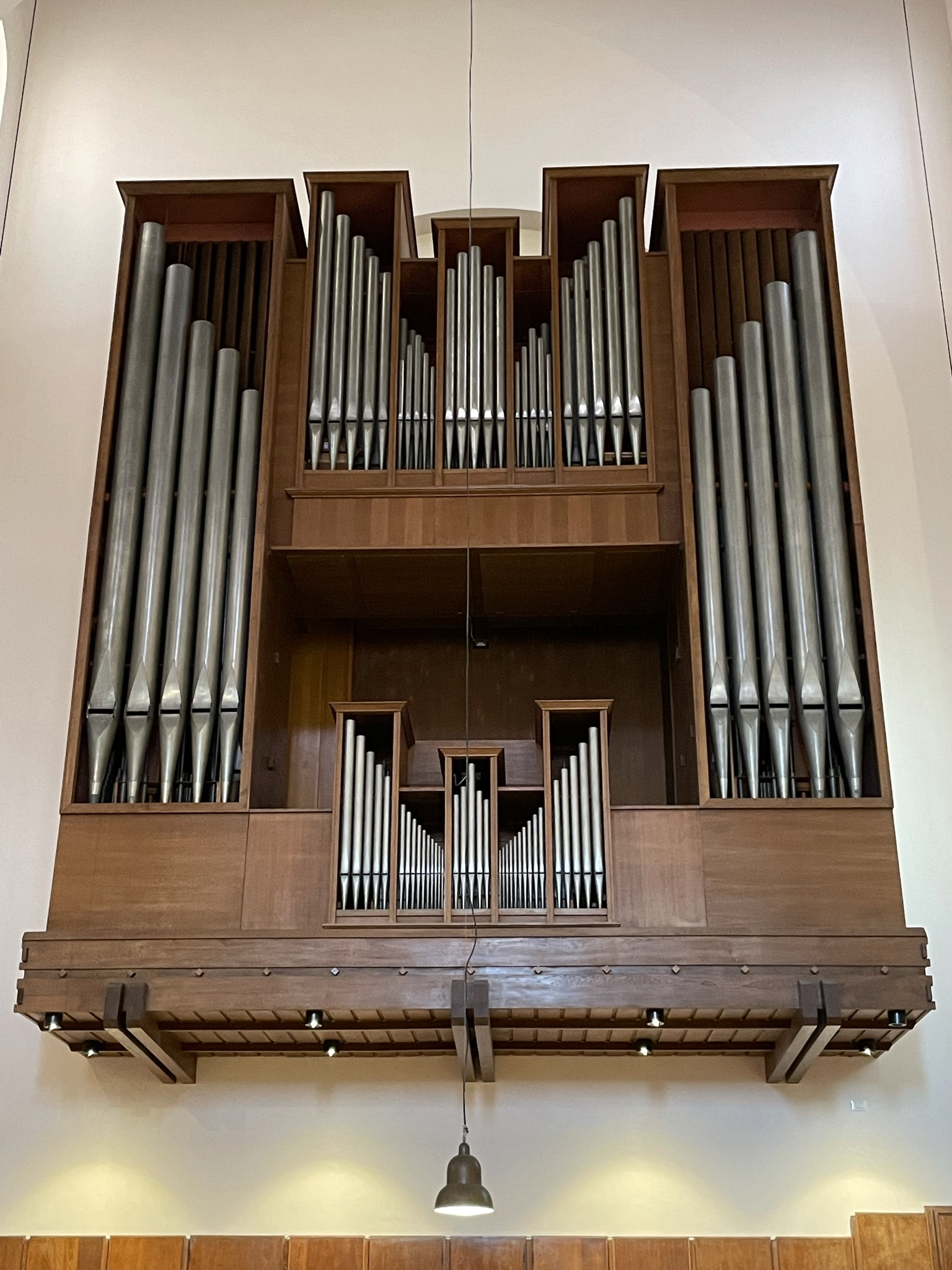
L'orgue.